# Silis bifossicollis
Silis bifossicollis es una especie de coleóptero de la familia Cantharidae.

## Distribución geográfica
Habita en China.